# Encyklopedia odkryć i wynalazków
Encyklopedia odkryć i wynalazków. Chemia, fizyka, medycyna, rolnictwo, technika – popularnonaukowa polska encyklopedia techniczna wydana przez Wydawnictwo „Wiedza Powszechna” w okresie PRL .
Encyklopedia opracowana została przez komitet redakcyjny złożony z naukowców oraz ekspertów z poszczególnych dziedzin. Wydało ją wydawnictwo „Wiedza Powszechna” w Warszawie w latach 1979-1991. Przeznaczona jest dla osób interesujących się historią nauki oraz techniki. Stanowi popularno-naukowe kompendium wiedzy z zakresu wynalazków oraz postępu technicznego. Encyklopedia miała 4 wydania w latach 1979-1991: 1979 , 1988 , 1990  oraz 1991 .